# 二上達也
二上 達也（ふたかみ たつや、1932年（昭和7年）1月2日 - 2016年（平成28年）11月1日）は、将棋棋士。渡辺東一名誉九段門下で棋士番号は57。タイトル獲得通算5期。1990年引退。
1989年から2002年にかけて日本将棋連盟会長を務めた。加藤治郎・原田泰夫の後任として将棋ペンクラブ名誉会長でもあった。
弟子に羽生善治がいる。

## 経歴

### 生い立ち
1932年、北海道函館市の網元の家で8人兄弟の末子として生まれた。1939年に母が亡くなり、京都帝大を卒業した兄は太平洋戦争で北千島に出征した後にシベリア抑留を受けた。比較的裕福な家庭だったが、戦後の農地改革で土地を失い、インフレにより貯蓄の価値が失われ、父は1946年に病気で亡くなった。その頃に函館中学（後の北海道函館中部高等学校）へ通っていた二上は友人との将棋に時間を費やすようになり、やがてアマチュア六段の白土誠太郎の将棋会所で指導を受けるようになった。
1949年、17歳のときにアマ名人戦北海道大会で準優勝し、優勝した島田永信と共に北海道代表として東京で開かれたアマ名人戦に参加して二上は2回戦敗退、島田は優勝した。中央棋界との交流がある白土は日本将棋連盟会長を務めていた渡辺東一に二上を弟子とすることを提案した。シベリアから復員して函館中学の英語教師をしていた親代わりの兄は反対したが、軍で兄と面識のあった島田の説得もあり1950年に渡辺の内弟子となり上京した。

### プロ入り
1950年4月、奨励会に二段で入会し、8か月後の同1950年11月に18歳で四段昇段しプロ入り。奨励会入会から四段昇段までの所要期間8か月は、四段昇段した棋士の中で「奨励会在籍最短記録」。
順位戦には1951年度の初参加から3年連続昇級して、一気にB級1組に上がる。さらに1年の間を置いて1956年にA級八段となる。入門から八段昇段までの所要期間6年間という最短記録は、その後も破られていない(2022年3月現在)
。
その後は23期連続でA級に留まり、名人へは3回挑戦した。1958年には準タイトル扱いの王座戦の決勝に進んだが、塚田正夫に敗れた。

### 大山とのタイトル争い
初のタイトル挑戦は第10期（1959年度）九段戦であり、大山康晴三冠王（名人・九段・王将を独占）と戦ったが3勝4敗で敗れた。その直後の第9期王将戦でも大山に挑戦したが、2勝4敗で敗退した。第10期（1960年度）王将戦、第12期（1961年度）九段戦、第21期（1962年）名人戦では、四冠王の大山（新設の王位も含めて独占）と対決するが、いずれも敗退。
第12期（1962年度）王将戦では、今度は五冠王となっていた大山（新設の棋聖も含めて独占）を4勝2敗で破り、初のタイトルとなる王将を獲得。タイトル戦の数が3つの時代の1959年から続いていた大山の全冠独占を初めて崩した。
翌年度、王将を大山に奪還されて五冠復帰を許した。大山は1963年から1966年の間にタイトル19連続獲得を達成して五冠王を維持し、その間に二上はタイトル戦で大山に6回挑戦したがいずれも敗れた。第8期（1966年度前期）棋聖戦で大山を3勝1敗で破り、再び大山のタイトル独占を崩す。半年後に棋聖位を奪還され、再び大山が五冠を独占した。
大山とは、通算で45勝116敗、タイトル戦では20回対戦し奪取2・防衛0・敗退18であるが、大山の五冠独占を2度崩した。

### 2度目の棋聖獲得と引退
1958年にA級入りした加藤一二三をはじめ、芹沢博文・山田道美・内藤國雄など年下の棋士が徐々に台頭した。1967年には山田が棋聖を獲得し、1968年には当時20歳の中原誠が当時の最年少記録で棋聖を獲得した。二上は1970年代に棋聖戦で4回、王座戦で1回、王将戦で1回タイトルに挑戦したが、いずれも敗れた。
1980年度後期の第37期棋聖戦で米長邦雄を破り、14年半ぶりにタイトル獲得。その後も1981年度の前期・後期で棋聖位を無敗で防衛し3連覇。1982年前期に森雞二に奪われ、通算5期が条件である永世棋聖にはなれなかった。なお、1981年度後期の棋聖位防衛による50歳のタイトル保持は、59歳で王将、54歳で棋聖のタイトルを保持していた大山康晴に次ぐ歴代2位の高齢記録である。
順位戦では1978年に6勝4敗で4名が並び、名人挑戦者を決めるプレーオフに出場し、二上は米長に敗れた。1979年には3勝6敗でB級1組へ降級したが翌1980年にはA級へ復帰した。1982年の2度目の降級後も2期後にA級へ復帰した。1986年に3度目に降級した後の1988年頃から引退を考え始め、1989年に公式戦であるオールスター勝ち抜き戦で弟子の羽生善治と対局して負けた際に最終的に引退を決意した（これが羽生との公式戦唯一の師弟対決である）。1990年3月31日に引退。

### 将棋連盟の役職
1967年から1973年の間、連盟の理事の一人となって出版などを担当した。勝負に集中するため1973年に辞任したが、将棋会館の建設問題が発生した。理事会が不透明な形で計画を進めたことに対して多数の棋士が反発し、二上は若手の代表として意見をまとめた。結果として1974年に当時の理事会が全て辞職し、塚田が会長、副会長に大山と中原、二上が専務理事となった。大山が建設担当となり東西に新しい将棋会館が建設された。
二上は理事として渉外を担当していたが、朝日新聞と契約していた名人戦の1976年度の交渉が難航し、合意に至らず順位戦・名人戦は中止された。代わりに名人戦の設立時にスポンサーだった毎日新聞が契約候補となり、棋士総会で毎日との契約が決定した。契約問題の責任をとって塚田理事会は総辞職し、新たに大山が会長に就任する際に二上は慰留を受けたが断って辞職した。
1989年5月、12年続いた大山会長に対する不満が若手・中堅の棋士の間で高まり、中原からの要請を受けて大山が最高顧問、二上が日本将棋連盟会長となった。二上は2003年5月まで、歴代最長の14年間に渡り会長を務めた。その間に女流王位戦、大山名人杯倉敷藤花戦の創設や竜王戦などのタイトル戦における女流枠の設定による女流棋士戦の活性化と、国際将棋フォーラムの開催による日本以外の国への普及活動を行った。
2016年11月1日、肺炎により死去。84歳没。

## 棋風
棋風は居飛車の攻め将棋。相掛かりガッチャン銀戦法は二上定跡として有名である。守りが薄い状態で攻め込むため、展開の早い勝負になりやすく、終盤の力で勝負した。木村14世名人は二上のスピードの早い将棋を評価した。塚田は、自身の師匠である花田長太郎と塚田を足して2で割った棋風と語った。大山によれば振り飛車を嫌っていたとされるが、自身では対大山で経験を積んだため振り飛車の相手が苦にならなくなったという。
上の世代の棋士は対局中につぶやいたり、歌を歌う等、相手を惑わせることを日常的に行ったが、二上は盤上での勝負にこだわり盤外戦を行わなかった。二上だけでなく戦後の棋士達はそうした行為をしない傾向があった。

## 人物
二上は詰将棋作家でもあり、処女作品集「将棋魔法陣」等を出版している。アマチュア時代の1948年に将棋世界に掲載されたことを初めとして、50年以上の間に約1万題を作成した。スポーツ新聞では15年以上の間、定期的に出題を行った。将棋ペンクラブ名誉会長。
若い頃はスピード昇級したため上の世代との対決が多かったが、2年年上の熊谷達人は順位戦で競い、気が合った。同じ時期に奨励会を過ごした山田道美もA級まで昇ったが、1970年に病死した。後輩の北村昌男・芹沢博文は一緒に酒を飲む機会が多かった。詰将棋作家同士の縁から、内藤國雄とも親しくなった。
在任期間が歴代最長となった連盟会長としての実績はもちろん、棋士として最も脂がのっていた30代半ばから連盟理事を務めるなど、棋界の中でもその見識の高さと人柄は一目置かれていた。米長邦雄は「意見の対立があったときは両者の言い分を皆まで聞く必要はない。二上達也が正しいと思ったほうが、正しいのである」と二上の見識の高さを評したうえで、「もっとも、二上さんと喧嘩や口論をする人などありはしない。二上さんが怒れば、必ず相手が悪いに決まっている」と、その人柄にも敬意を払っていた。

### ニックネーム
若いときには「函館の天才」と呼ばれた。また、その容姿から、「北海の美剣士」とも呼ばれた。「ガミさん」というニックネームで呼ばれた。
カラオケが好きなことから、芹沢に「マイク二上」という呼び名をつけられたこともある。

## 弟子

### 棋士
| 名前     | 四段昇段日     | 段位、主な活躍                                               |
| -------- | -------------- | ------------------------------------------------------------ |
| 瀬戸博晴 | 1979年10月18日 | 七段                                                         |
| 羽生善治 | 1985年12月18日 | 九段、竜王7期、名人9期、他タイトル通算99期、一般棋戦優勝46回 |

（2023年11月25日現在）
約10人の弟子を取ったが、その中から棋士となったのは上記の2名だけである。

## 昇段履歴
- 1950年04月00日 ： 二段 = 奨励会入会
- 1950年11月00日 ： 四段 = プロ入り
- 1952年04月01日 ： 五段（順位戦C級1組昇級）
- 1953年04月01日 ： 六段（順位戦B級2組昇級）
- 1954年04月01日 ： 七段（順位戦B級1組昇級）
- 1956年04月01日 ： 八段（順位戦A級昇級）
- 1973年11月03日 ： 九段（九段昇格規定30点）
- 1990年03月31日 ： 引退 [47]

## 主な成績

### 通算成績
856勝 752敗 勝率0.532 

### タイトル
（詳細は下記「タイトル戦全成績一覧表」を参照）。
| タイトル                                      | 獲得年度                  | 登場 | 獲得期数 | 連覇  | （備考） |
| 竜王                                          | －                        | －   | －       | －    | －       |
| 名人                                          | －                        | 3回  | －       | －    | －       |
| 王座                                          | －                        | －   | －       | －    | －       |
| 棋王                                          | －                        | －   | －       | －    | －       |
| 王位                                          | －                        | 1回  | －       | －    | －       |
| 王将                                          | 1962                      | 5回  | 1期      | －    | －       |
| 棋聖                                          | 1966前、 1980後-1981前/後 | 12回 | 4期      | 3連覇 | －       |
| 旧タイトル                                    | 獲得年度                  | 登場 | 獲得期数 | 連覇  | （備考） |
| 九段                                          | －                        | 2回  | －       | －    | －       |
| 十段                                          | －                        | 3回  | －       | －    | －       |
| タイトル戦登場 合計26回、タイトル獲得 合計5期 |                           |      |          |       |          |

- タイトル戦登場 合計26回
  - 名人：03回 - 第21期〈1962年〉、23期、26期
  - 十段：03回 - 0第4期〈1965年度〉- 6期
  - 九段：02回 - 第10期〈1959年度〉、12期
  - 王位：01回 - 0第5期〈1964年度〉
  - 王将：05回 - 0第9期〈1959年度〉-10期、12-13期、19期
  - 棋聖：12回 - 0第2期〈1963年度前期〉、7-9期、19期、26-27期、33期、37-40期

| 年度 | タイトル | 勝敗     | 相手       | 備考                             |
| 1959 | 九段     | ○○●●●○●  | 大山康晴   |                                  |
| 1959 | 王将     | ●○●千●○● | 大山康晴   |                                  |
| 1960 | 王将     | ○○●●●●   | 大山康晴   |                                  |
| 1961 | 九段     | ○○●●●●   | 大山康晴   |                                  |
| 1962 | 名人     | ●●●●     | 大山康晴   |                                  |
| 1962 | 王将     | ●○○○●○   | 大山康晴   | 奪取（大山の五冠独占を崩す）     |
| 1963 | 棋聖・前 | ●●●      | 大山康晴   |                                  |
| 1963 | 王将     | ●●●      | 大山康晴   | 防衛失敗（大山が再び五冠独占）   |
| 1964 | 名人     | ○●●○●●   | 大山康晴   |                                  |
| 1964 | 王位     | ●●○○●●   | 大山康晴   |                                  |
| 1965 | 十段     | ●○●●○○●  | 大山康晴   |                                  |
| 1965 | 棋聖・後 | ●○○●●    | 大山康晴   |                                  |
| 1966 | 棋聖・前 | ○●○○     | 大山康晴   | 奪取（再び大山の五冠独占を崩す） |
| 1966 | 十段     | ○●●●●    | 大山康晴   |                                  |
| 1966 | 棋聖・後 | ●●●      | 大山康晴   | 防衛失敗（大山が3度五冠独占）    |
| 1967 | 名人     | ●●●○●    | 大山康晴   |                                  |
| 1967 | 十段     | ●○持●●●  | 大山康晴   |                                  |
| 1969 | 王将     | ●○●●●    | 大山康晴   |                                  |
| 1971 | 棋聖・後 | ●○●●     | 中原誠     |                                  |
| 1975 | 棋聖・前 | ●○●●     | 大山康晴   |                                  |
| 1975 | 棋聖・後 | ●●●      | 大山康晴   |                                  |
| 1978 | 棋聖・後 | ●○●●     | 中原誠     |                                  |
| 1980 | 棋聖・後 | ●○○○     | 米長邦雄   | 奪取                             |
| 1981 | 棋聖・前 | ○○○      | 中原誠     | 防衛                             |
| 1981 | 棋聖・後 | ○○○      | 加藤一二三 | 防衛（連続3期、通算4期）         |
| 1982 | 棋聖・前 | ●●●      | 森雞二     | 防衛失敗（永世棋聖獲得を逸する） |

### 一般棋戦優勝
優勝合計5回
- 最強者決定戦 1回（1961年度 = 第1回）
- 高松宮賞争奪選手権戦 1回（1962年度 = 第7回）
- 日本将棋連盟杯争奪戦 1回（1976年度 = 第9回）
- ほか2回

### 将棋大賞
- 0第8回（1980年度） 最優秀棋士賞
- 第17回（1989年度） 特別賞
- 第31回（2003年度） 東京将棋記者会賞

### 在籍クラス
- 順位戦A級 連続23期（第11-30期/第36-38期[注 5]）
- 順位戦A級 通算27期（上記連続23期のほか、 第40-41期、第44-45期）
- 竜王戦1組 連続3期・通算3期（第1-3期）

| 開始 年度 | (出典)順位戦出典 | (出典)順位戦出典                             | (出典)順位戦出典 | (出典)順位戦出典 | (出典)順位戦出典 | (出典)順位戦出典 | (出典)順位戦出典 | (出典)順位戦出典 |
| 開始 年度 | 期               | 名人                                         | A級              | B級              | B級              | C級              | C級              | 0                |
| 開始 年度 | 期               | 名人                                         | A級              | 1組              | 2組              | 1組              | 2組              | 0                |
| --- | ---------------- | -------------------------------------------- | ---------------- | ---------------- | ---------------- | ---------------- | ---------------- | ---------------- |
| 1951 | 6                |                                              |                  |                  |                  |                  | C211             | 8-4 △            |
| 1952 | 7                |                                              |                  |                  |                  | C113             |                  | 12-0 △           |
| 1953 | 8                |                                              |                  |                  | B210             |                  |                  | 7-2-持2 △        |
| 1954 | 9                |                                              |                  | B113             |                  |                  |                  | 9-4              |
| 1955 | 10               |                                              |                  | B102             |                  |                  |                  | 10-1 △           |
| 1956 | 11               |                                              | A 09             |                  |                  |                  |                  | 4-5              |
| 1957 | 12               |                                              | A 07             |                  |                  |                  |                  | 5-4              |
| 1958 | 13               |                                              | A 05             |                  |                  |                  |                  | 5-4              |
| 1959 | 14               |                                              | A 05             |                  |                  |                  |                  | 3-5              |
| 1960 | 15               |                                              | A 08             |                  |                  |                  |                  | 6-3              |
| 1961 | 16               |                                              | A03              |                  |                  |                  |                  | 8-1              |
| 1962 | 17               |                                              | A 01             |                  |                  |                  |                  | 7-3              |
| 1963 | 18               |                                              | A02              |                  |                  |                  |                  | 7-2              |
| 1964 | 19               |                                              | A 01             |                  |                  |                  |                  | 4-5              |
| 1965 | 20               |                                              | A 06             |                  |                  |                  |                  | 5-4              |
| 1966 | 21               |                                              | A04              |                  |                  |                  |                  | 6-2              |
| 1967 | 22               |                                              | A 01             |                  |                  |                  |                  | 5-4              |
| 1968 | 23               |                                              | A 03             |                  |                  |                  |                  | 4-6              |
| 1969 | 24               |                                              | A 06             |                  |                  |                  |                  | 3-5              |
| 1970 | 25               |                                              | A 06             |                  |                  |                  |                  | 6-2              |
| 1971 | 26               |                                              | A 02             |                  |                  |                  |                  | 4-4              |
| 1972 | 27               |                                              | A 04             |                  |                  |                  |                  | 5-5              |
| 1973 | 28               |                                              | A 04             |                  |                  |                  |                  | 6-4              |
| 1974 | 29               |                                              | A 03             |                  |                  |                  |                  | 5-5              |
| 1975 | 30               |                                              | A 06             |                  |                  |                  |                  | 5-4              |
| |                  | （第30期の翌期は第36期/第31-35期は回次省略） |                  |                  |                  |                  |                  |                  |
| 1976 | 36               |                                              | A 04             |                  |                  |                  |                  | 4-4              |
| 1978 | 37               |                                              | A 05             |                  |                  |                  |                  | 6-3              |
| 1979 | 38               |                                              | A 04             |                  |                  |                  |                  | 3-6 ▼            |
| 1980 | 39               |                                              |                  | B101             |                  |                  |                  | 8-4 △            |
| 1981 | 40               |                                              | A 10             |                  |                  |                  |                  | 3-6              |
| 1982 | 41               |                                              | A 08             |                  |                  |                  |                  | 3-6 ▼            |
| 1983 | 42               |                                              |                  | B102             |                  |                  |                  | 5-7              |
| 1984 | 43               |                                              |                  | B109             |                  |                  |                  | 9-3 △            |
| 1985 | 44               |                                              | A 10             |                  |                  |                  |                  | 5-5              |
| 1986 | 45               |                                              | A 08             |                  |                  |                  |                  | 3-6 ▼            |
| 順位戦の 枠表記 は挑戦者。 右欄の数字は勝-敗(番勝負/PO含まず)。 順位戦の右数字はクラス内順位 ( x当期降級点 / *累積降級点 / +降級点消去 ) |                  |                                              |                  |                  |                  |                  |                  |                  |

| 開始 年度 | (出典)順位戦出典 | (出典)順位戦出典 | (出典)順位戦出典 | (出典)順位戦出典 | (出典)順位戦出典 | (出典)順位戦出典 | (出典)順位戦出典 | (出典)順位戦出典 | (出典)竜王戦出典 | (出典)竜王戦出典 | (出典)竜王戦出典 | (出典)竜王戦出典 | (出典)竜王戦出典 | (出典)竜王戦出典 | (出典)竜王戦出典 | (出典)竜王戦出典 | (出典)竜王戦出典 | (出典)竜王戦出典 |
| 開始 年度 | 期               | 名人             | A級              | B級              | B級              | C級              | C級              | 0                | 期               | 竜王             | 1組              | 2組              | 3組              | 4組              | 5組              | 6組              | 決勝 T           |                  |
| 開始 年度 | 期               | 名人             | A級              | 1組              | 2組              | 1組              | 2組              | 0                | 期               | 竜王             | 1組              | 2組              | 3組              | 4組              | 5組              | 6組              | 決勝 T           |                  |
| --- | ---------------- | ---------------- | ---------------- | ---------------- | ---------------- | ---------------- | ---------------- | ---------------- | ---------------- | ---------------- | ---------------- | ---------------- | ---------------- | ---------------- | ---------------- | ---------------- | ---------------- | ---------------- |
| 1987 | 46               |                  |                  | B101             |                  |                  |                  | 4-8              | 1                |                  | 1組              |                  |                  |                  |                  |                  | --               | 2-2              |
| 1988 | 47               |                  |                  | B109             |                  |                  |                  | 4-7              | 2                |                  | 1組              |                  |                  |                  |                  |                  | --               | 1-2              |
| 1989 | 48               |                  |                  | B111             |                  |                  |                  | 4-8              | 3                |                  | 1組              |                  |                  |                  |                  |                  | --               | 0-2 ▼            |
| 順位戦、竜王戦の 枠表記 は挑戦者。右欄の数字は勝-敗(番勝負/PO含まず)。 順位戦の右数字はクラス内順位 ( x当期降級点 / *累積降級点 / +降級点消去 ) 順位戦の「F編」はフリークラス編入 /「F宣」は宣言によるフリークラス転出。 竜王戦の 太字 はランキング戦優勝、竜王戦の 組(添字) は棋士以外の枠での出場。 |                  |                  |                  |                  |                  |                  |                  |                  |                  |                  |                  |                  |                  |                  |                  |                  |                  |                  |

### 表彰
日本将棋連盟 表彰
- 1977年0月00日 - 通算600勝達成（将棋栄誉賞、史上4人目の達成、受賞は賞創設の1984年）
- 1987年5月26日 - 通算800勝達成（将棋栄誉敢闘賞、史上4人目の受賞）[51]

### 記録
- 二段から八段昇段までの所要年数6年は最速記録
- 入門から八段昇段までの所要年数6年は最速記録
- A級在位27期は名人位獲得歴が無い棋士に限定すると最多記録
- 名人戦七番勝負出場3回は名人位獲得歴が無い棋士に限定すると最多記録
- タイトル無冠期間14年0か月（1966年度後期・第9期棋聖失冠〜1980年度後期・第37期棋聖奪取）は最長記録
- 同一タイトル復位29期ぶり（棋聖、1966年度後期・第9期で失冠、1980年度後期・第37期で奪取）は最長記録

## 栄典
- 1992年4月29日 紫綬褒章（将棋棋士で名人未経験者では唯一の受章）
- 2001年 函館市栄誉賞
- 2002年 勲四等旭日小綬章[52]

## 主な著書
- 二上達也『二上詰将棋選集』日本将棋連盟、2002年。ISBN 4-8197-0257-2。
- 二上達也『棋士』晶文社、2004年。ISBN 4-7949-6619-9。
- 二上達也『棋を楽しみて老いるを知らず』東京新聞出版局、2006年。ISBN 4-8083-0851-7。